# Межиров Олександр Петрович
Олександр Петрович Межиров (26 вересня 1923, Москва — 22 травня 2009, США) — російський радянський поет і перекладач.
Народився в інтелігентній єврейській родині (батько — юрист Петро Ізраїльович Межиров (1888—1958); мати — вчителька німецької мови Єлизавета Семенівна Межирова (1888—1969)). У 1941 році Олександр зі шкільної лави пішов на фронт. У 1948 році вступив до Літературного інституту імені Горького. Перша книга віршів «Дорога далеко» вийшла в 1947 році. Особливу популярність отримала опублікована в ній балада «Комуністи, вперед!».
Поет багато займався перекладами, особливо грузинських і литовських авторів. Він видав кілька книжок віршів: «Нові зустрічі», «Комуністи, вперед!», «Повернення», «Прощання зі снігом» та інші. Остання збірка Межірова «Бормотуха» побачила світ у 1991 році.
Олександр Межиров був членом Спілки письменників СРСР, він нагороджений орденами Трудового Червоного Прапора, Вітчизняної війни 2-го ступеня, медалями «За оборону Москви», «За оборону Ленінграда», «За перемогу над Німеччиною». Межиров був удостоєний звання лауреата Державної премії СРСР та лауреата Державної премії Грузинської РСР.
3 1994 року жив у США.